# Blepharocalyx myriophyllus
Blepharocalyx myriophyllus là một loài thực vật có hoa trong Họ Đào kim nương. Loài này được Morais & Sobral mô tả khoa học đầu tiên năm 2006.